# Выхвостов
Вы́хвостов (укр. Вихвостів) — село, расположенное на территории Городнянского района Черниговской области (Украина), в 30 км на юго-запад от райцентра Городни. Население — 864 чел. (на 2006 г.). Адрес совета: 15106, Черниговская обл., Городнянский р-он, село Выхвостов, ул. З.Космодемьянской, 4, тел. 3-35-41. Ближайшая ж/д станция: Городня (линия Гомель-Бахмач), 34 км; Осняки (линия Гомель-Чернигов), 22 км.

## История
В 1905 году в селе произошёл самосуд зажиточных крестьян (т. н. «кулаков») над неимущими крестьянами, участниками революционного движения.

## Музей

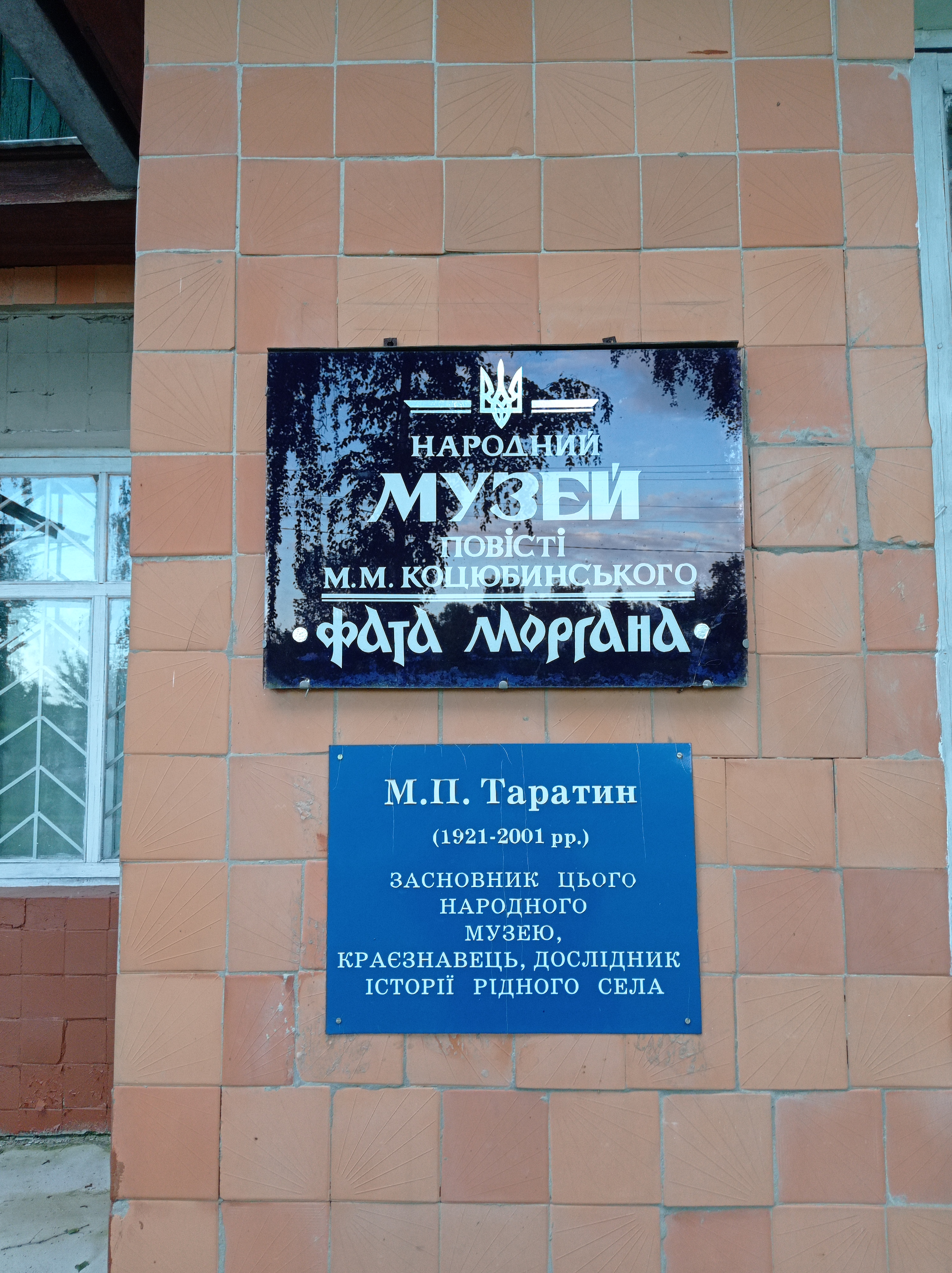
Народный музей повести М.М.Коцюбинского "Фата Моргана"

В селе есть музей, посвященный произведению Fata Morgana Михаила Коцюбинского.